# Ángel Carmona
Ángel Carmona Ristol (1924-1997) fue un escritor y dramaturgo español.
Ángel Carmona fue un relevante escritor y dramaturgo catalán del siglo XX, fundador de la compañía teatral La Pipironda la cual mantuvo su actividad por más de cuatro décadas. Carmona destacó en la difusión cultural, siendo uno de los pioneros del teatro independiente catalán de posguerra.
De los muchos trabajos literarios realizados pore Ángel Carmona destacan dos obras capitales: ensayo Dos Catalunyas. Juegos Floralescos y chabacanos, en los años sesenta, y l'Antologia de la poesía social catalana, a los setenta.

## Biografía
Ángel Carmona Ristol nació en Lérida, Cataluña, el 16 de noviembre de 1924 hijo de Ángel Carmona y María Ristol. De ideología comunista, estudió derecho y comenzó con la inquietud teatral desarrollando una intensa labor en el teatro independiente catalán. En 1959 funda la compañía "La pipironda" que se mantuvo activa por más de cuarenta años siendo una de las compañía referenciales de las artes escénicas de Cataluña.
"La Pipironda" fue una compañía alternativa que trabajó fundamentalmente fuera de los circuitos oficiales. Acercó el teatro al pueblo, llevándolo a espacios poco habituales como bares, cooperativas obreras, centros cívicos, ateneos obreros, etc. La compañía de Carmona contaba con muy escasos recurso y no cobraba entrada, aun así realizaba montajes en donde se llegaba a adaptar los grandes clásicos. Carmona se empeñó en introducir el teatro en la vida cotidiana de la gente, llevando la cultura a todo el mundo, este empeño no fue bien recibido por los estamentos teatrales oficiales. En sus más de cuarenta años de vida en La pipironda se formaron muchos actores y actrices así como escritores como Xavier Fàbregas, Víctor Mora o Francisco Candel.
Ángel Carmona murió en Barcelona en 1997 cuando contaba 72 años de edad.

## Fondo
En el Museo de las Artes Escénicas de Cataluña se conserva un fondo que abarca desde 1950 hasta 1997 el cual contiene artículos de prensa y guiones teatrales. También encontramos programas de mano de las obras representadas por la compañía La Pipironda, 9 cartas, 11 dibujos y 4 fotografías. El 2010 es va republicar també un assaig en format de llibre sota el nom de Dues Catalunyes. Jocsfloralescos i xarons (Palma de Mallorca: Lleonard Muntaner, 2010, a cura de Blanca Llum Vidal; originalment publicat el 1967).